# Березовка (Опаринский район)
Березовка — деревня в составе Опаринского района Кировской области.

## География
Находится на расстоянии примерно 47 километров по прямой на запад-юго-запад от районного центра поселка Опарино.

## История
Известна с 1891 года, когда в ней было учтено 2 семьи, в 1950 году дворов 31 и жителей 89, в 1989 году 15 жителей. До 2021 года входила в Опаринское городское поселение Опаринского района, ныне непосредственно в составе Опаринского района.

## Население
Постоянное население составляло 3 человека (русские 100 %) в 2002 году, 1 в 2010.